# Eter Tataraidze
Eter Tataraidze (in georgiano ეთერ თათარაიძე?; Zemo Alvani, 15 marzo 1956) è una poetessa, etnografa e filologa georgiana.

## Biografia
Tataraidze si è laureata nel 1984 in filologia presso l'università statale di Tbilisi, dove dal 1985 al 2006 ha lavorato presso il Dipartimento di studi sul folclore.
È autrice di diverse opere, alcune delle quali tradotte anche in inglese ed italiano, tra cui sei raccolte di poesie, scritte in Tušuri, uno dei dialetti georgiani tusceti. A causa di ciò, le opere poetiche di Eter Tataraidze si diffferenziano dalle altre opere scritte nello stesso dialetto:
"Fedele al suo principio creativo, Eter Tataraidze scrive nel dialetto che sembra essere l'unico mezzo per esprimere i suoi pensieri, le sue emozioni e i suoi atteggiamenti. Tuttavia, il suo linguaggio lirico è diverso dal suo dialetto nativo Tušuri che abbonda di poesia eroica. Le poesie della presente raccolta sono scritte nel linguaggio quotidiano che non ha analoghi nel dialetto Tušuri altrimenti ricco. In questo senso è un terreno incolto, una terra vergine."
Nel 2007 le è stata conferito l'Ordine d'Onore georgiano.

## Opere
- Speranza camomilla (poesie), Nakaduli, 1979
- La vita è passata per me (poesie), Lomisi, 1988
- Ferro di cavallo della luna (poesie), Merani, 1988
- Graziata da Dio, 1990
- Ricordami con misericordia, 2007
- Mio padre ha preso la sua gloria dal Signore Dio (saggio), Erovnuli Mtserloba, 2008
- Agato (saggio), Edizioni Universali, 2009
- 100 poesie, Intelecti, 2012
- Come cinguetta l'uccello (poesie), Saunje, 2012
- È la nostra fine!, Intelecti, 2016
- Due, Tre, Quattro (poesie), Meridiani, 2018

## Premi e onorificenze
- Premio Ilia Ch'avch'avadze per il libro Graziata da Dio — Istituto Georgiano-Europeo di Parigi, 1990
- Premio letterario Saba per il libro Ricordami con misericordia — 2008
- Premio nazionale georgiano del folclore — 2009
- Premio Ala d'Oro — 2011
- Premio Ilia Ch'avch'avadze per la poesia Saguramo — Istituto Georgiano-Europeo di Parigi, 2012
- Premio Zurab Tsereteli per il contributo alla divulgazione e alla promozione del folclore georgiano